# Castilléjar
Castilléjar település Spanyolországban, Granada tartományban. Castilléjar Castril, Huéscar, Galera, Cúllar, Benamaurel és Cortes de Baza községekkel határos. Lakosainak száma 1289 fő (2024).

## Története
A településen nem találtak őskori, ibériai, római vagy vizigót kori leletek. A 8. század elején az Ibériai-félsziget nagy részét arab-mór csapatok szállták meg. 1020 körül, a Córdobai Kalifátus megszűnése után a térségben a granadai ziridák vették át a hatalmat, amelyet nem sokkal később kénytelenek voltak átengedni a berber Almoravidáknak és Almohádoknak. A granadai emirátus részeként a Castril környéki terület 1488-ig iszlám maradt. 1492ben a katolikus uralkodók Alhambra-ediktumával megkezdődött a zsidók kiűzése; az 1610 körüli években pedig az utolsó muszlimokat (mórokat) is kiűzték.

## Gazdasága
A korábbi idők lakói önellátó gazdaként éltek a földjeik és házikertjeik terméséből. Kisebb mértékben állattenyésztéssel is foglalkoztak (főleg juhok, kecskék és sertések); szamarakat tartottak teherhordó állatként. Ma az olajfa- és mandulafaültetvények dominálnak, emellett a burgonya (patatas) és az árpa (cebada) termesztése is fontos szerepet játszik a közösség gazdasági életében. Magában a településen kis kereskedők, kézművesek és mindenféle szolgáltatók telepedtek le. Az Embalse del Portillo gát jó 80 méter magasan és mintegy 370 méter szélességben emelkedik a falu szélén. Az 1960-as évek óta a falu kisebb turisztikai fellendülést él át.

## Népesség
A település népessége az elmúlt években az alábbi módon változott:
| Lakosok száma | 1712 | 1608 | 1619 | 1584 | 1553 | 1487 | 1389 | 1318 | 1288 | 1289 |
|               | 2001 | 2004 | 2006 | 2009 | 2011 | 2014 | 2016 | 2019 | 2021 | 2024 |